# Вільховецька волость (Кам'янецький повіт)
Вільховецька волость — історична адміністративно-територіальна одиниця Кам'янець-Подільського повіту Подільської губернії з центром у селі Вільхівці.

## Склад волості
Станом на 1885 рік складалася з 16 поселень, 12 сільських громад. Населення — 11 018 осіб (5 287 чоловічої статі та 5 731 — жіночої), 1322 дворових господарства.
|                     | Площа, десятин | У тому числі орної, десятин |
| ------------------- | -------------- | --------------------------- |
| Сільських громад    | 6913           | 5876                        |
| Приватної власності | 13516          | 8481                        |
| Казенної власності  | -              | -                           |
| Іншої власності     | 434            | 372                         |
| Загалом             | 20863          | 14729                       |

Основні поселення волості:
- Вільхівці — колишнє власницьке село при річці Сухоставка; волосне правління (за 50 верст від повітового міста), 1296 осіб, 194 дворових господарства, православна церква, школа, заїжджий будинок, винокурний завод.
- Голенищів — колишнє власницьке село при річці Збруч, 450 осіб, 71 дворове господарство, православна церква, заїжджий будинок, винокурний завод.
- Гусятин — колишнє власницьке містечко при річці Збруч, 928 осіб, 140 дворових господарств, 2 православні церкви, 2 єврейські молитовні будинки, школа, аптека, 10 заїжджих дворів, заїжджий будинок, 27 лавок, базар неділями, водяний млин.
- Демківці — колишнє власницьке село при річці Жванчик, 767 осіб, 116 дворових господарств, православна церква, поштова станція, заїжджий будинок, водяний млин.
- Івахнівці — колишнє власницьке село при річці Жванчик, 1054 особи, 186 дворових господарств, православна церква, школа, заїжджий будинок, 2 водяні млини, винокурний завод.
- Криків — колишнє власницьке село при річці Збруч, 270 осіб, 44 дворових господарств, православна церква.
- Кузьминчик — колишнє власницьке село при річці Збруч, 488 осіб, 84 дворових господарства, православна церква, заїжджий будинок, водяний млин.
- Кутківці — колишнє власницьке село при річці Жванчик, 980 осіб, 164 дворові господарства, православна церква, костел, католицька каплиця, заїжджий будинок, 2 водяні млини.
- Увся — колишнє власницьке село, 615 осіб, 91 дворове господарство, православна церква, заїжджий будинок.
- Шидлівці — колишнє власницьке село при річці Збруч, 433 особи, 78 дворових господарств, католицька каплиця, заїжджий будинок, винокурний завод.

## Ліквідація волості
Друга сесія ВУЦВК VII скликання, яка відбувалася 12 квітня 1923 р., своєю постановою «Про новий адміністративно-територіальний поділ України» скасувала волості і повіти, замінивши їх районами. Поселення волості ввійшли до складу Чемеровецького району.